# Ludwik von Liebenzell
Ludwik von Liebenzell, także Lodewicus de Libencele, Libencelle (urodz. ?, zm. po 1321) – komtur ragnetyński w latach 1294–1300, komtur człuchowski w roku 1321.

## Życiorys
Ludwik pochodził z rycerskiej rodziny osiadłej w Liebenzell, nieopodal Calw w północnym Schwarzwaldzie. 
Ludwik von Liebenzell odegrał niebagatelną rolę w procesie podboju Jaćwieży i walkach z pogańską Litwą. Po przybyciu do Prus tj. około roku 1281, związał się z północno-wschodnimi rejonami państwa krzyżackiego. Od samego początku swojego pobytu w Prusach uczestniczył w walkach przeciwko Jaćwingom. W roku 1283 podczas zimowej rejzy na zimie Zlina dostał się do niewoli. Opuścił ją po skaptowaniu na stronę zakonu krzyżackiego naczelnika jaćwieskiego Kantegarde wraz z grupą około 1600 współplemieńców. Z rozkazu mistrza krajowego Konrada von Thierberga Młodszyego Ludwik von Liebenzell osadził pogan w Sambii. W roku 1294 mianowany został komturem Ragnety. Podczas pełnienia tej funkcji w dalszym ciągu aktywnie uczestniczył w akcjach zbrojnych przeciwko pogańskim plemionom. Akcje te były na tyle skuteczne, że zmusiły Żmudzinów do podporządkowania się zakonowi. Żmudzini płacili roczny trybut i brali udział w krzyżackich wyprawach zbrojnych prowadzonych przeciwko Auksztocie. Ludwik von Liebenzell funkcję komtura Ragnety sprawował do 1300 roku. Co robił później źródła nie podają. Wiadomo jedynie że swoich dni dożył w Człuchowie, gdzie najprawdopodobniej w roku 1321 stanął na czele człuchowskiego konwentu.